# Транснационална корпорация
Транснационална корпорация (ТНК) или също като многонационална компания (МНК), или мултинационална корпорация, е корпорация, която разпростира дейността си в две или повече държави. Може да бъде наричана също и международна корпорация.
Интернационална е тази корпорация, която разполага със собствена база и производство в дадена страна, доминира в нейната стопанска дейност по отношение на износа и вноса, за което поддържа редица офиси и представителства в много други страни. Мултинационална е тази корпорация, която е базирана в страната си, но притежава филиали в много други страни.
Формирането на транснационални компании е явление, характерно за усилващия се процес на глобализация и глобална икономика. Развитието на транснационалните компании е критикувано от антиглобалисткото движение. Примери за такива компании са огромни вериги хипермаркети, вериги за бързо хранене, софтуерни компании и т.н.

## Структура на ТНК
Международната организация на труда дефинира ТНК като корпорация, чиито центрове на управление се намират в една страна, наричана „домашна страна“ и няколко други страни, наричани „страни домакини“, като между тях се извършва интензивен вътрешнофирмен обмен.
ТНК могат да бъдат разделени на три общи групи спрямо конфигурацията на тяхната продукция.
- Хоризонтални интегрирани ТНК
- Вертикални интегрирани ТНК
- Разнообразни ТНК

|  | Тази страница частично или изцяло представлява превод на страницата Multinational corporation в Уикипедия на английски. Оригиналният текст, както и този превод, са защитени от Лиценза „Криейтив Комънс – Признание – Споделяне на споделеното“, а за съдържание, създадено преди юни 2009 година – от Лиценза за свободна документация на ГНУ. Прегледайте историята на редакциите на оригиналната страница, както и на преводната страница, за да видите списъка на съавторите. ВАЖНО: Този шаблон се отнася единствено до авторските права върху съдържанието на статията. Добавянето му не отменя изискването да се посочват конкретни източници на твърденията, които да бъдат благонадеждни. |